# Найкращі волейболісти Одеси XX століття
У січні 2001 року на сторінках газети «Одеса-спорт» були опубліковані підсумки авторського проекту одеського спортивного журналіста Влада Єфімова, головною метою якого було визначення найкращого волейболіста і найкращої волейболістки Одеси XX століття за опитуванням авторитетних волейбольних фахівців..
Враховуючи, що список претендентів склали самі титуловані одеські волейболісти — неодноразові чемпіони і призери Олімпійських ігор у складі збірної СРСР, переможці чемпіонатів і Кубків СРСР, володарі європейських клубних турнірів в складах одеських команд майстрів, визначення найкращих гравців XX століття викликало великий інтерес серед уболівальників та фахівців. Досить сказати, що з 16-ти, що претендували на звання найкращого гравця Одеси в чоловічому волейболі, претендували два двократні олімпійські чемпіони (Мондзолевський, Сибіряков), два олімпійські чемпіони (Михальчук, Лапинський) і один срібний призер Олімпійських ігор (Сорокалет), а у жінок — дві олімпійські чемпіонки (Соколовська, Шкурнова) і шість віце-чемпіонок Олімпійських ігор (Мишак, Козакова, Рудовська, Абрамова, Гуреєва, Осадча).
Титул найкращого волейболіста Одеси XX століття здобув Євген Лапинський, який випередив Георгія Мондзолевського, що зайняв друге місце, на 21 бал.
Звання найкращої волейболістки Одеси XX століття довелося розділити між Валентиною Мишак та Оленою Соколовською, що набрали однакову кількість очок.
У своїх анкетах фахівці називали трійки гравців, яким нараховувалися бали за системою: за 1-е місце — 3, за 2-е — 2, за 3-є — 1.

## Хто за кого голосував
| Респонденти                     | Найкращий волейболіст Одеси XX століття | Найкращий волейболіст Одеси XX століття | Найкращий волейболіст Одеси XX століття | Найкраща волейболістка Одеси XX століття | Найкраща волейболістка Одеси XX століття | Найкраща волейболістка Одеси XX століття |
| Респонденти                     | 1-е                                     | 2-е                                     | 3-є                                     | 1-е                                      | 2-е                                      | 3-є                                      |
| ------------------------------- | --------------------------------------- | --------------------------------------- | --------------------------------------- | ---------------------------------------- | ---------------------------------------- | ---------------------------------------- |
| Віктор АЛЬОШИН                  | Сибіряков                               | Лапинський                              | Мондзолевський                          | Соколовська                              | Абрамова                                 | Мишак                                    |
| Наталля БОРИСОВА                | Альошин                                 | Михальчук                               | Сороколет                               | Соколовська                              | Мишак                                    | Рудовська                                |
| Євген БОРОДАЄНКО                | Лапинський                              | Михальчук                               | Сороколет                               | Соколовська                              | Шкурнова                                 | Жукова                                   |
| Павло ВЕСНЯНКО                  | Лапинський                              | Мондзолевський                          | Унгурс                                  | Мишак                                    | Снімщикова                               | Пивнєва                                  |
| Віталій ВОСКОБОЙНІКОВ           | Закржевський                            | Унгурс                                  | Лапинський                              | Гольдгубер                               | Задорожна                                | Мишак                                    |
| Наталля ГОРБАЧОВА               | Альошин                                 | Мондзолевський                          | Лапинський                              | Мишак                                    | Козакова                                 | Соколовська                              |
| Георгій ГРЕКОВ                  | Мондзолевський                          | Закржевский                             | Лапинський                              | Соколовська                              | Логвиненко                               | Мишак                                    |
| Віктор ЗЕЛЕНСЬКИЙ               | Базилевський                            | Мондзолевський                          | Барський                                | Мишак                                    | Абрамова                                 | Задорожна                                |
| Марина ІВАЩЕНКО (КОЧНЄВА)       | Мондзолевський                          | Сороколет                               | Лапинський                              | Мишак                                    | Рудовська                                | Соколовська                              |
| Борис ЙОЙШЕР                    | Сороколет                               | Лапинський                              | Закржевський                            | Соколовська                              | Шкурнова                                 | Козакова                                 |
| Ольга КОЗАКОВА                  | Михальчук                               | Лапинський                              | Закржевський                            | Мишак                                    | Соколовська                              | Рудовська                                |
| Олена КІСЛЯКОВА                 | Лапинський                              | Альошин                                 | Полтавський                             | Соколовська                              | Козакова                                 | Мишак                                    |
| Олександр КОСИЦЯ                | Лапинський                              | Сороколет                               | Михальчук                               | Абрамова                                 | Соколовська                              | Козакова                                 |
| Вадим ЛИСЕНКО                   | Лапинський                              | Закржевський                            | Михальчук                               | Мишак                                    | Козакова                                 | Логвиненко                               |
| Борис ЛІТВАК                    | Мондзолевський                          | Сибіряков                               | Унгурс                                  | Гольдгубер                               | Логвиненко                               | Соколовська                              |
| Микола ЛОГВИНЕНКО               | Сороколет                               | Смугильов                               | Альошин                                 | Соколовська                              | І.Павлова                                | Борисова                                 |
| Анатолій МАЗУРЕНКО              | Лапинський                              | Михальчук                               | Сороколет                               | Соколовська                              | Козакова                                 | Шкурнова                                 |
| Віктор МИХАЛЬЧУК                | Мондзолевський                          | Лапинський                              | Закржевський                            | Мишак                                    | Абрамова                                 | Шкурнова                                 |
| Валентина МИШАК                 | Лапинський                              | Михальчук                               | Закржевський                            | Мишак                                    | Соколовська                              | Шкурнова                                 |
| Ніна МУКОВНІНА                  | Лапинський                              | Михальчук                               | Закржевський                            | Мишак                                    | Соколовська                              | Козакова                                 |
| Валентин НАВРОЦЬКИЙ             | Мондзолевський                          | Барський                                | Унгурс                                  | Козакова                                 | Абрамова                                 | Гольдгубер                               |
| Володимир НАЗАРЕНКО             | Лапинський                              | Михальчук                               | Мондзолевський                          | Рудовська                                | Мишак                                    | Козакова                                 |
| Геннадій НАЛОЖНИЙ               | Лапинський                              | Сороколет                               | Михальчук                               | Соколовська                              | Шкурнова                                 | Борисова                                 |
| Валерій НАЧИНОВ                 | Мондзолевський                          | Лапинський                              | Сороколет                               | Козакова                                 | Рудовська                                | Шкурнова                                 |
| Олександр ОВЧАРЕК               | Мондзолевський                          | Михальчук                               | Лапинський                              | Мишак                                    | Козакова                                 | Рудовська                                |
| Олександр ПОГОСОВ               | Закржевський                            | Мондзолевський                          | Барський                                | Соколовська                              | Мишак                                    | Гольдгубер                               |
| Володимир ПОЛТАВСЬКИЙ           | Лапинский                               | Черкасов                                | Сороколет                               | Козакова                                 | Рудовська                                | Соколовська                              |
| Євген ПРИСАДСЬКИЙ               | Мондзолевський                          | Закржевський                            | Сороколет                               | Соколовська                              | Козакова                                 | Задорожна                                |
| Леонід РОЗЕНБЕРГ                | Мондзолевський                          | Закржевський                            | Лапинський                              | Соколовська                              | Рудовська                                | Гольдгубер                               |
| Ніна РОМАНОВА (ЗАДОРОЖНА)       | Лапинський                              | Закржевський                            | Михальчук                               | Мишак                                    | Соколовська                              | Шкурнова                                 |
| Олег СМУГИЛЬОВ                  | Лапинський                              | Михальчук                               | Сороколет                               | Соколовська                              | Рудовська                                | Борисова                                 |
| Галина СНіМЩИКОВА (ПЕТРАШКЕВИЧ) | Лапинський                              | Михальчук                               | Закржевський                            | Мишак                                    | Соколовська                              | Козакова                                 |
| Олена СОКОЛОВСЬКА               | Сороколет                               | Альошин                                 | Лапинський                              | Рудовська                                | Борисова                                 | Мишак                                    |
| Таїсія СОЦЕНКО                  | Закржевський                            | Лапинський                              | Барський                                | Мишак                                    | Козакова                                 | Пивнєва                                  |
| Андрій СТОЯНОВ                  | Сороколет                               | Лапинський                              | Михальчук                               | Мишак                                    | Соколовська                              | Рудовська                                |
| Анатолій ТІЩЕНКО                | Мондзолевський                          | Михальчук                               | Сибіряков, Лапинський                   | Мишак                                    | Рудовська                                | Соколовська                              |
| Ігор ФІЛІШТИНСЬКИЙ              | Сибіряков                               | Сороколет                               | Мондзолевський, Михальчук               | Мишак                                    | Соколовська                              | Шкурнова                                 |
| Сергій ЦИНОВОЙ                  | Мондзолевський                          | Сороколет                               | Сибіряков                               | Мишак                                    | Соколовська                              | Шкурнова                                 |
| Віктор ЧЕРКАСОВ                 | Лапинський                              | Синайський                              | Трофимов                                | Соколовська                              | Мишак                                    | Рудовська                                |
| Костянтин ШАМУТІН               | Мондзолевський                          | Сороколет                               | Полтавський                             | Мишак                                    | Соколовська                              | Рудовська                                |
| Борис ШЕВЧЕНКО                  | Лапинський                              | Сороколет                               | Косиця                                  | Соколовська                              | Мишак                                    | Шкурнова                                 |
| Олександр ШМАКОВ                | Мондзолевський                          | Сибіряков                               | Лапинський                              | Мишак                                    | Соколовська                              | Шкурнова                                 |
| Яків ШНАЙДЕР                    | Барський                                | Мондзолевський                          | Закржевський                            | Соколовська                              | Мишак                                    | Козакова                                 |
| Тамара ШУРДА (РАСАДНІКОВА)      | Сороколет                               | Лапинський                              | Барський                                | Соколовська                              | Абрамова                                 | Мишак                                    |
| Віталій ЯЦЮК                    | Сороколет                               | Закржевський                            | Унгурс                                  | Мишак                                    | Шкурнова                                 | Бунак                                    |

## Підсумки голосування
| №   | Волейболісти           | КЗ | 1-е | 2-е | 3-є | Сума |
| --- | ---------------------- | -- | --- | --- | --- | ---- |
| 1.  | Євген Лапинський       | 33 | 16  | 8   | 9   | 73   |
| 2.  | Георгій Мондзолевський | 21 | 13  | 5   | 3   | 52   |
| 3.  | Олександр Сорокалет    | 20 | 6   | 7   | 7   | 39   |
| 4.  | Віктор Михальчук       | 17 | 1   | 10  | 6   | 29   |
| 5.  | Анатолій Закржевський  | 16 | 3   | 6   | 7   | 28   |
| 6.  | Едуард Сибіряков       | 6  | 2   | 2   | 2   | 12   |
| 7.  | Віктор Альошин         | 5  | 2   | 2   | 1   | 11   |
| 8.  | Марк Барський          | 6  | 1   | 1   | 4   | 8    |
| 9.  | Едуард Унгурс          | 5  | 0   | 1   | 4   | 6    |
| 10. | Дмитро Базилевський    | 1  | 1   | 0   | 0   | 3    |
| 11. | Володимир Полтавський  | 2  | 0   | 0   | 2   | 2    |
| 12. | Михайло Синайський     | 1  | 0   | 1   | 0   | 2    |
| 12. | Віктор Черкасов        | 1  | 0   | 1   | 0   | 2    |
| 12. | Олег Смугільов         | 1  | 0   | 1   | 0   | 2    |
| 15. | Юрій Трофимов          | 1  | 0   | 0   | 1   | 1    |
| 15. | Олександр Косиця       | 1  | 0   | 0   | 1   | 1    |

| №   | Волейболістки                   | КЗ | 1-е | 2-е | 3-є | Сума |
| --- | ------------------------------- | -- | --- | --- | --- | ---- |
| 1.  | Валентина Мишак (Волощук)       | 32 | 20  | 6   | 6   | 78   |
| 1.  | Олена Соколовська (Ахамінова)   | 33 | 17  | 11  | 5   | 78   |
| 3.  | Ольга Козакова                  | 15 | 3   | 7   | 5   | 28   |
| 4.  | Любов Рудовська                 | 14 | 2   | 6   | 6   | 24   |
| 5.  | Ольга Шкурнова (Позднякова)     | 13 | 0   | 4   | 9   | 17   |
| 6.  | Неллі Абрамова                  | 6  | 1   | 5   | 0   | 13   |
| 7.  | Феліса Гольдгубер               | 5  | 2   | 0   | 3   | 9    |
| 8.  | Галина Логвиненко               | 3  | 0   | 2   | 1   | 5    |
| 9.  | Наталія Борисова                | 4  | 0   | 1   | 3   | 5    |
| 10. | Ніна Романова (Задорожна)       | 3  | 0   | 1   | 2   | 4    |
| 11. | Галина Снімщикова (Петрашкевич) | 2  | 0   | 1   | 0   | 2    |
| 11. | Ірина Павлова (Ахамінова)       | 1  | 0   | 1   | 0   | 2    |
| 13. | Елла Пивнєва                    | 2  | 0   | 0   | 2   | 2    |
| 14. | Ірина Жукова                    | 1  | 0   | 0   | 1   | 1    |
| 15. | Тетяна Бунак                    | 1  | 0   | 0   | 1   | 1    |

## Джерело
- Газета «Одеса-Спорт», 2001 рік, № 1 (44), 12 січня, с.18—21